# Хадзапи
Хадзапи (самоназвание – хадзапи, ед.ч. – хадза) (познати още като хадза, хатса, хатоа, хадзабе, уакиндига, уатиндига, уатиндега, уахадзабе, тиндига, киндига, кангеджу, аши) (Hadzapi, Hadza) е народ, обитаващ Североизточна Танзания, регионите Аруша, Сингида и Шинянга и заселен в сухите савани край плиткото солено езеро Еяси между склоновете на силно сеизмичната Източноафриканска разломна зона. Това е един от най-изостаналите народи в Африка. Числеността им през 1973 г. е около 1000 души и постепенно намалява. По произход, култура и език се отнасят към т.нар. койсанска или бушмено-хотентотска група. Най-новите изследвания доказват, че племената са родствени на пигмеите в Демократична република Конго, Руанда и Бурунди. Смятало се е, че езикът им принадлежи към групата на бушменските езици, но сега се приема, че въпреки наличието на характерни цъкащи съгласни, езикът им е изолиран и несходен с никой друг. По произход са потомци на най-старото население на Южна Африка. Генетичните изследвания показват, че може би те представляват един от най-древните корени на човешкия род, на възраст над 100000 години.

## Етноними
В научната литература се срещат много и различни названия на племето хадзапи:
- Хадзапи, хадзабе, хадза, хатса – варианти на самоназванието[2][7]
- Киндига, уакиндига, уатиндига, тиндига – среща се у банту говорещите народи. Произлиза от глагола tindika със значение откъсвам се; да бъда отрязан от някъде; загубвам се; свършвам се. Отразява изолираността на този етнос. В трудовете си немският професор Лудвиг Кол-Ларсен употребява названието тиндига.[7]
- уатиндега (ед.ч. – мутиндега) – название при народа исанзу[2]
- Кангеджу – употребено в статии на J. F. Bagshawe в „Journal of the African Society“. Предполага се, че това име им е дадено от източните им съседи.[2]
- Аши – название при масаите[2]

## Местообитаване
Съществуват четири традиционни ареала, обитавани от хадзапите през сухия сезон – на запад от южната част на езерото Еяси, между Еяси и блатата в долината Яеда, на изток от Яеда в планинската област Мбулу и северно от долината край град Мангола. Редовно се придвижват между тях през сухия период, а през дъждовния сезон лагеруват на същите места. Достигат до и от западната област като прекосяват южния край на езерото, който изсъхва пръв, или като следват стръмните склонове на платото Серенгети край северния бряг на Еяси. Долината Яеда е най-лесна за преминаване. През 1968 г. професор Джеймс Уудбърн пише, че всеки ареал се обитава от група от около 150 души. Всяка такава група има собствено название, отговарящо на името на заеманата от тях местност. Събират храна само от „своята“ територия и през сухите сезони се събират на „своята“ земя. В съседство с тях живеят земеделското племе исанзу, племената ираку, които са земеделци и скотовъдци и скотовъдците масаи.
Понякога хадзапите търсят храна и извън тези райони – в долината Яеда, по склоновете на планината Олдеани северно от гр. Мангола и по равнините на Серенгети. Въпреки че ловът в резервата Серенгети е забранен, танзанийските власти приемат, че случаят с хадзапите е специален и не ги преследват за него. Те са единствените хора в Танзания, които не плащат нито местни, нито държавни данъци и такси.

## Физически белези
Хадзапите имат кожа с тъмношоколадов цвят, гъсти и черни къдрави коси и кръгли лица. Впечатление прави косата, която е силно къдрава, на гъсти кичурчета, между които се провижда кожата. Устните са дебели, като често долната е увиснала. И двата пола се характеризират с широки плоски носове. Под мишниците не се забелязва окосмяване. Скулите, особено при жените, са силно изразени. Кожата на жените е малко по-светла. Те са невисоки хора със среден ръст при мъжете 158 сантиметра, а при жените – 145 см. Имат добре развита мускулатура. При мъжете раменните мускули са особено силни и добре очертани заради честата стрелба с лък и стрели.

## Бит
Около 300 – 400 от хадзапите все още живеят като ловци и събирачи на диви плодове, както прадедите им преди десетки хиляди години. Занимават се с лов и риболов и се определят като ловци-събирачи. Обикновено ловуват на малки групи, които по изключение стигат до 15 души при лов на опасни животни. Не познават нито земеделието, нито скотовъдството. Около 80% от храната им се състои от плодове и мед и около 20% – от месо. Доставят си месото основно от лов на антилопи, носорози, зебри, маймуни, лъвове, леопарди, хиени и други животни. Делът на месото се увеличава през сухия сезон, когато дивечът се концентрира в зоните с годна за пиене вода. По това време мъжете обикновено ловуват по двойки и са в състояние да лежат в засада по цели нощи. Ловното им въоръжение се състои от лъкове и отровни стрели, копия, ножове и брадви. Приготвят отровата от храста Adenium coetaneum stapfin. Обикновено върховете на стрелите са каменни, а сега и метални, получени срещу кожи от съседните племена банту или исанзу. На лов носят със себе си ловни чанти с резервни тетива за лъкове, съдове с целебни средства срещу ухапване от змии и глинени лули. Всички тези предмети хадзапите изработват сами. От детството си всеки мъж се учи да шие чанти от кожа на антилопа, да прави стрели и лъкове, да шие сандали, да добива огън на открито. С лов се занимават само мъжете. Нямат домашни животни с изключение на кучетата, които ги съпровождат при лов, но те все още са рядкост и са придобити от съседните племена. Повечето от мъжете (около 80%) не ползват ловни кучета. Месото на убитите животни се разпределя между всички, като сърцето, бъбреците и гениталиите са храна „епембе“ и се консумират само от мъжете. Търгуват с животински кожи, като срещу тях получават основно метални предмети и дрехи.
Жените събират плодове, птичи яйца, мед от диви пчели и копаят корени за храна. В задълженията им влиза още събирането на сухи клони за огнищата и треви за покриви на колибите. Колибите се правят от извити, забити в земята и преплетени клони. Мъжете също като жените се включват в събирането на плодове и мед. Обикновено по един възрастен мъж придружава група от няколко жени-събирачки. При тази дейност жените носят специални заострени пръчки за разравяне на корени, платнена или кожена торба за събиране на намереното, нож, обувки и редица дребни предмети, поставени в торбичка, висяща на шията. Мъжете носят брадва, лък, стрели с отровни и неотровни върхове, нож, гърне за събиране на мед, специална пръчка за добиване на огън, обувки, облекло и множество други дребни предмети. Някои митове обрисуват жените като събирачи на мед от диви пчели, а други определят събирането на мед като мъжко задължение. За събирането на мед или плодове от големи и високи дървета като баобабите хадзапите забиват заострени колчета в ствола, които им служат като стълба. Тази техника е описана в мита за Квадудаа и Мулилва, записан от професор Лудвиг Кол-Ларсен в средата на миналия век.
Цялата материална култура е необичайно бедна и примитивна. Не добиват и не обработват метали и не познават грънчарството. Оръдията си на труд изработват от камък и дърво, а домакинските съдове – от черупки на щраусови яйца и раковини. Глинени съдове получават от съседните племена. Дрехите им са съвсем примитивни. Използвали са само малки набедрени препаски, изработени от кожа на диви котки или гепарди. В днешно време получават дрехи срещу търговия с кожи. Обикновено ходят боси, но при по-дълги преходи носят сандали, направени от кожа на зебри, без всякаква предварителна обработка или дъбене.
В езика им отсъстват думи за дните, месеците и годината. Понятието за време се предава чрез движение на ръцете, показващи моментното местонахождение на слънцето.

## Обществени отношения
Племената са номадски, нямат постоянни поселища и се местят от място на място в търсене на храна. Живеят на малки групи с непостоянен състав, като по желание членовете им могат да се обединяват или разделят. Групите нямат определени територии. Практически всеки човек може да живее и ловува където пожелае. В сухия период се обединяват в групи от около 100 – 200 души, а в дъждовния отново се разделят на отделни малки общности. В дъждовния сезон обикновено живеят в пещери, а през сухия – в малки колиби. В поселищата има обособени частни и обществени зони, зони за работа и места за отдих. Жилищата се разполагат близо едно до друго в естествено защитени местности. Обществото е егалитарно със съвсем незначително социално-икономическо неравенство. Обществените им отношения са просто организирани, като само отношенията съпруг-съпруга-майка на жената се регулират от митове и табута. Браковете и погребенията се извършват без особени ритуали. Липсва церемония за инициация, а танците и песните са част от ежедневието им. Приличат повече на тези на банту, отколкото на бушменските. Повечето мъже имат по две жени. Момичетата се омъжват на около 16-годишна възраст, а мъжете – малко по-късно. При хадзапите няма вождове или някакви ръководители на групите, въпреки че отделни индивиди се ползват с влияние благодарение на личните си качества. Решенията, които касаят всички се приемат от цялата група на мъжете.
Въпреки трудния живот хадзапите са миролюбив и жизнерадостен народ. Оказват сърдечно гостоприемство даже и в най-гладните години. В групите им често могат да се срещнат пришълци от други племена, които са изгонени от своята общност, или се стремят да избегнат плащането на данъци и налози. Обикновено това са хора от племето исанзу. При тях почти няма престъпност. Макар и рядко се случват кражби и това е единственото престъпление, което според хадзапите заслужава наказание. Тогава пострадалият има право да набие крадеца. Понякога в такъв бой се включват и роднини и приятели на двете страни, но инцидентът приключва бързо и безкръвно. Крадат се обикновено стрели, тютюн или накити. Ако наказанието за кражба изисква чужда намеса, решението се взима от няколко възрастни мъже от племето. Откраднатата вещ трябва непременно да се върне, а при невъзможност, задължението се прехвърля на бащата или друг близък роднина от мъжки пол. Възможно е от крадеца да се изземе цялата му собственост. Престъпление като убийство на човек от собственото племе въобще не съществува. Убийството заради прелюбодеяние с отровна стрела е ненаказуемо и не се счита за престъпление.

## Изкуство
Главната форма на изкуство е изработването на накити за тяло. Жените правят огърлици от шушулки, дребни плодове, раковини, кости и малки пръчици. Понякога закачат украса от този тип и по дрехите си. Стъклени мъниста получават от съседните племена. Използват ги като ги зашиват върху превръзки за глава. Мъжете издълбават украси по стрелите и пръчките за плодовитост. Понякога рисуват геометрични фигури по земята като молба за намиране на вода или пчелен мед. Други форми на изкуството са песните и танците, като единствения музикален инструмент е човешкият глас. Рядко някой мъж може да свири на зезе (струнен инструмент изработен от кратуна) или на мбира. И двата музикални инструмента се изработват от съседните племена.
Хадзапите обичат да танцуват, като танците им са сравнително прости. Най-често се изпълнява свещеният танц епембе. Танцуват го през много тъмни нощи, когато няма луна и без запален огън. Жените седят на земята, а мъжете танцуват един след друг. Мъжът застава пред избрана жена, танцува, пее и подсвирква. Жените му отговарят. Мъжът изправя жената и тя танцувайки започва да обикаля около него. Жената се опитва да познае кой е мъжът по звуците, които той издава. Тяхната анонимност им позволява да контактуват един с друг влагайки сексуален подтекст и по начин, който в други случаи не биха си позволили.

## Митология
До понятието за истински богове, което се появява при по-висока степен на развитие, хадзапите не са достигнали. Главните митологически персонажи при тях са Ишоко и Хайне. Те са персонификация на силите на природата – Ишоко – на Слънцето (Ишо на езика на хадзапите означава Слънце), а Хайне – на Луната. Те обаче имат голяма власт над хората и животните. Почитат ги като демиурзи и културни герои. Понякога Хайне е жена и съпруга на Ишоко, но в други митове се появява като силен мъж. Ишоко е създателят на целия познат свят, заедно с Хайне.

## Фолклор
Фолклорът на хадзапите е записан сравнително скоро – в началото на ХХ век. Пръв го записва и изучава немският професор Лудвиг Кол-Ларсен, публикувал редица научни трудове по етнография и археология на Източна Африка. Както при болшинството африкански народи, във фолклора на хадзапите преобладава темата за произхода на човека и Вселената. Митовете, легендите и приказките им съдържат богат етнографски материал. В много от текстовете на легендите отзвук намират различни исторически събития – изтласкването на бушмените в неплодородните земи, разселването им, срещата с първите европейци, войната на хадзапите с масаите и др. Много от легендите и приказките съдържат информация за родовите отношения, брачните обичаи, връзката им със съседните племена и особено с племето исанзу.

## Съвременно състояние
През първата половина на ХХ век хадзапите живеят в равнините на североизток от езерото Еяси. Но унищожаването на мухата цеце в техните райони открива път към тях на съседните земеделски и скотовъдни племена. Населението на хадзапите постепенно намалява под натиска на племената исанзу, мбулу и масаи. Постепенно те са изтласквани към по-неблагоприятните блатисти и пустинни области на юг от езерото. За последните няколко десетилетия са загубили около три четвърти от земите си. Част от тях се отказват от обичайния си начин на живот и се наемат на работа като селскостопански работници при други африкански народи или като туристически водачи. Около една четвърт от всички хадзапи си остават истински ловци и събирачи. Нямат нито ниви, нито добитък, нито постоянни селища. Опитват се да се борят за правата си, обръщайки се към правителството на Танзания с искане да огради техните изконни територии и да ги запази от посегателството на съседните народи. Разчитат на екологичния начин на своето съществуване и многовековните традиции на тяхното изхранване и битуване.
Карта на National Geographic
- Територии, обитавани от хадзапите Архив на оригинала от 2009-11-21 в Wayback Machine.

Видео
- ((it)) Capone, Franco: „Alla scoperta degli Hadzabe“[неработеща препратка]
- ((ru)) Discovery: „Сердце рифтовой долины“ Архив на оригинала от 2011-07-05 в Wayback Machine.
- Танц на хадзапите